# Закон України «Про видавничу справу»
Закон України «Про видавничу справу» — закон України №318/97-ВР підписаний Президентом України Леонідом Кучмою 5 червня 1997 року.
Закон визначає загальні засади видавничої справи, регулює порядок організації та провадження видавничої діяльності, розповсюдження видавничої продукції, умови взаємовідносин і функціонування суб'єктів видавничої справи.

## Загальні положення закону
В законі містяться визначення термінів: виготовлення видавничої продукції; виготовлювач видавничої продукції; видавець; видавництво; видавнича діяльність; видавнича організація; видавнича продукція; видавнича справа; видання; вихідні відомості видання; замовник видавничої продукції; міжнародний стандартний номер; розповсюдження видавничої продукції; розповсюджувач видавничої продукції; суспільно необхідні видання; тематична програма; тираж (наклад).
Закон, зокрема, визначає мету видавничої справи, мову у видавничій справі.

## Здійснення видавничої справи
До суб'єктів видавничої справи закон відносить видавців, виготовлювачів та розповсюджувачі видавничої продукції. Закон визначає засади ведення Державного реєстру видавців, виготовлювачів і розповсюджувачів видавничої продукції, форму заяви та порядок внесення суб’єкта до реєстру. Визначає права та обов'язки замовників, видавців, виготовлювачів та розповсюджувачі видавничої продукції, вимоги до вихідних відомостей видань. 
До переліку книжкових видань, передбачених до випуску за державним замовленням, закон включає видання, що:
- висвітлюють актуальні теми в контексті сучасних проблем державотворення та історії України,
- сприяють розвитку культури, освіти і науки, зміцненню науково-технічного та інвестиційного потенціалу держави, інтеграції України до європейського та світового співтовариства, вихованню молоді,
- задовольняють читацький попит відповідно до даних бібліотек України, у тому числі видання, аудійовані у спеціальному цифровому форматі для сліпих, осіб з порушеннями зору та осіб з дислексією або надруковані рельєфно-крапковим шрифтом для сліпих, а також видання,
- присвячені пам'ятним датам.

Закон передбачає діяльність Книжкової палати України, встановлює обмеження права у видавничій справі, дозвільні умови ввезення видавничої продукції з території держави-агресора, тимчасово окупованої території України, умови ведення Реєстру видавничої продукції держави-агресора, дозволеної до ввезення та розповсюдження на території України.
Споживач, за законом має право на:
- заміну видавничої продукції, в якій виявлено поліграфічний та інший технологічний брак;
- гарантію виконання відповідно оформлених передплатних зобов’язань.

## Припинення діяльності у видавничій справі
За законом, діяльність суб'єкта видавничої справи припиняється:
- з ініціативи засновника (співзасновників) суб’єкта видавничої справи або самим суб’єктом видавничої справи, який є фізичною особою - підприємцем;
- на підставі рішення суду;
- у разі припинення юридичної особи (припинення діяльності фізичної особи - підприємця).